# Famille d'Aydie
La famille d'Aydie est une famille de noblesse chevaleresque, originaire du Béarn. Cette famille est éteinte depuis 1959.

## Histoire
Gustave Chaix d'Est-Ange écrit que la famille d'Aydie semble tirer son nom du village du même nom où se trouvait son château, en Béarn (actuel département des Pyrénées-Atlantiques), non loin du Gers et des Hautes-Pyrénées.
Il ajoute que cette famille était composée de deux branches dont le point de jonction n'est pas connu. Une branche, celle de Ribérac, s'est installée en Périgord, et la seconde, celle d'Agnoas d'où est sorti le rameau de Bétoulin, est restée en Béarn.
Il écrit aussi qu'on ne sait pas à quelle branche appartenait Odet d'Aydie qui joua un rôle politique et militaire important sous le règne des rois Charles VII puis Louis XI et qui mourut en 1498.
La branche aînée s'est tôt établie en Périgord où elle a été titrée vicomte de Ribérac en 1595 puis comte en 1765,. Elle s'est éteinte en 1794 avec l'abbé François Odet d'Aydie, aumônier du roi.[réf. nécessaire]
La branche Aydie restée en Béarn étaient seigneurs d'Agnoas, (Ognoas à Arthez) dans le pays de Marsan. Dont descendance. Cette branche s'est éteinte en 1959 avec la dernière du nom du rameau de Bétoulin (Gustave Chaix d'Est-Ange précise qu'à l'époque où il écrit ses ouvrages (fin XIXe siècle - début XXe siècle) seul ce rameau subsistait).
Odette d'Aydie, de la branche de Bétoulin, morte en 1959 (mariée avec Jean Damas). Elle vivait à Garderon, situé à Bretagne-d'Armagnac à côté d'Eauze dans le Gers, avec son mari, et ils ont eu trois fils.[réf. nécessaire]

## Filiation

### Branche de Ribérac (Périgord)
- Arnaut, seigneur d'Aydie, il rend hommage au comte de Foix, en 1345 ;
  - Jean d'Aydie, écuyer, mentionné dans une charte du roi pour le château fort de Lourdes en Bigorre, en 1407, et un extrait de la chambre des comptes de Bourgogne, en 1426
    - Bertrand d'Aydie (vers 1395-?) est marié en premières noces, en 1425, avec Marimonde de Béon (vers 1405-vers 1445) :
      - Odet d’Aydie (vers 1425 - 1490), sire de Lescun, comte de Comminges à titre viager (1473-1487), amiral de Guyenne[5], marié en 1457 à Marie de Lescun, dame de Lescun et d'Esparros, fille de Mathieu, sire de Lescun, et de Diane de Béarn (fille naturelle du comte-vicomte Jean Ier). Charles VII lui a donné en 1459 les terres d'Archambaud de Lescun qui avait pris le parti des Anglais. Il eut un procès avec Jean de Foix comte de Candale au sujet de la baronnie de Castillon (la vicomté de Castillon et/ou plutôt celle de Castillon en Médoc ?) dont les deux tiers lui ont été adjugés en 1485 :
        - Jeanne d'Aydie[6], dame de Lescun et d'Esparros, mariée en 1479 avec Jean de Foix, vicomte de Lautrec et de Villemur, fils de Pierre de Foix, vicomte de Lautrec (fils légitime dudit comte-vicomte Jean), et de Catherine d'Astarac
        - Madeleine d'Aydie, dame de Castillon, x 1505 Louis de Gramont (fils de Roger et frère de François (II) de Gramont ; † 1516), dit par ce mariage "vicomte de Castillon en Médoc"

      - Marie d'Aydie, mariée à Bertrand III de Sainte-Colomme

    - Bertrand d'Aydie est marié en secondes noces, en 1445, avec Honorette
      - Odet d'Aydie le jeune (vers 1450-1531), seigneur de Ribérac, de Turenne, de Caylus, de Montfort, de Martel, de Beaumont, .... Il commande en 1473 la compagnie de 100 lances du comte de Comminges et sert avec son frère Odet Aydie dans l'armée de Roussillon en 1475 et a été naturalisé français par Louis XI en 1475 qui lui donne le revenu du grenier à sel de Libourne en 1476, les seigneuries de Beaumont et de Guyonie (à Exideuil ?) en 1478. Il est sénéchal de Carcassonne en 1480. Il commande 1 000 Gascons aux batailles d'Aignadel et de Ravenne. Il a fait son testament en 1531. Il était marié par contrat en 1483 avec Anne de Pons, vicomtesse de Ribérac, de Turenne et de Caylus (Carlux, et non Caylus), fille de Guy de Pons, comte de Marennes et de Monfort, vicomte de Turenne en partie, et d'Isabelle de Châteauneuf, dite de Foix :
        - Pierre d'Aydie, seigneur de Ribérac, tué devant Pavie en 1524
        - François d'Aydie (†1561), seigneur de Ribérac, d'Espeluche, comte de Montfort. Il est présent au siège de Metz fait par Charles Quint, en 1552. Il a fait son testament en 1560. Il est marié en premières noces avec Françoise de Bourdeilles, fille de Jean de Bourdeilles, seigneur de Montagrier, et de Catherine Estuert. Il est marié en secondes noces, en 1525, avec Françoise de Salignac, fille de Bertrand, baron de Salignac, et d'Isabeau Talleyrand de Chalais, sa première femme. Il a eu pour enfants :
          - Guy d'Aydie (†1561), seigneur de Ribérac, servi à la bataille de Saint-Quentin, marié en premières noces avec Jacquette de Montberon, en secondes noces, en 1551, à Marie de Foix de Candale[7],[8], fille de Gaston III de Foix-Candale, comte de Candale, et de Marthe, comtesse d'Astarac, tutrice de son fils :
            - François d'Aydie (1549-1578), seigneur de Ribérac, fut blessé au cours du duel des Mignons d'Henri III, le 27 avril 1578. Il meurt le lendemain

          - Claude Aynet d'Aydie, marié avec Sybille Jaubert[9], vicomtesse de Carlux, dame de Montardy, Allemans, Feydit, Brassac, etc. mort sans postérité
          - Charles d'Aydie (†1584), seigneur de Ribérac après la mort de son neveu en 1578, seigneur de Montagrier, député de la noblesse du Périgord vers le roi de Navarre, marié en 1575 avec Jeanne de Bourdeilles, dame des Bernardières, fille de Jean de Bourdeilles (†1568), seigneur des Bernardières, gouverneur du Périgord, et de Claude de Gontaut-Saint-Geniez, d'où :
            - Armand d'Aydie (vers 1574-†1628), vicomte de Ribérac en 1595, vicomte d'Espeluche et de Caylus (sans doute Carlux), seigneur de Montagrier et de Montbazillac, maréchal de camp, député de la noblesse de Périgord aux États généraux tenus à Paris en 1614, fait son testament et meurt en 1628 au siège de La Rochelle. Il s'est marié par contrat en 1597 à Marguerite de Foix[10], fille de Louis de Foix-Candale, comte de Gurson, et de Charlotte de Foix-Candale, dont il a :
              - Frédéric d'Aydie, tué au siège de Montauban, en 1621
              - Jacques-Louis d'Aydie, vicomte de Ribérac, tué à la défense de Casal, en 1629
              - François III d'Aydie (1614-1684), vicomte de Ribérac, vicomte d'Espeluche, un des quatre premiers seigneurs du Périgord, marié en 1631 à Anne de Raymond[11], a servi à l'âge de 14 ans dans le régiment de son père au siège de La Rochelle, puis commande le régiment dans Casal après son frère aîné pendant la guerre de Succession de Mantoue
                - Joseph-Henri-Odet d'Aydie (1650-1717), vicomte de Ribérac, blessé grièvement à la bataille de Seneffe, il s'est retiré sur ses terres, mort sans alliance vers 1720
                - Françoise d'Aydie, religieuse à Saintes

              - Antoine d'Aydie (†1684), seigneur de Montagrier, blessé à Montauban, mort sans descendance de son mariage avec Antoinette Renée Gruel (†1708), dame de Lonzac, Feuillet, Escandillac, de La Frette, qui vit dans son château de Feuillet, dans le Perche, après la mort de son mari[12]
              - Françoise d'Aydie, abbesse de Montfort

            - Guy d'Aydie (1575-1650), seigneur de Bernardières, marié en 1615 avec  Marguerite Audier (†1650), dame de La Barde, Vaugoubert et Montcheuil, fille de Bertrand Audier, seigneur de Montcheuil, et d'Antoinette Pourtent de Vaugoubert, fille d'Estienne Portent, seigneur de La Barde et Vaugoubert[13], d'où :
              - Armand d'Aydie (1618-1666), seigneur de Bernardières, Vaugoubert, marié en premières noces, en 1640, avec Charlotte Belcier (1628-1643), marié en secondes noces, en 1651, avec Jeanne de Clermont-Touchebœuf-Vertillac, d'où :
                - Marie d'Aydie (1642-1712), marié à Jean-François de Lambertye (†1691)
                - Alexandre d'Aydie (†1678), seigneur des Bernardières, capitaine de cavalerie au régiment de Gassion cavalerie, mort devant Puigcerdà
                - Amé-Blaise d'Aydie (1651-1710), seigneur des Bernardières, comte en partie de Benauges, de Rions, marié en 1684 avec Thérèse Diane de Bautru-Nogent, d'où :
                  - Charles Antoine Armand Odet d'Aydie (†1754), colonel d'un régiment d'infanterie, marié en 1714 avec Judith Élisabeth Révérend de Bougy
                  - Henriette Suzanne d'Aydie (1688-?)
                  - Sicaire Antonin Armand Auguste Nicolas, chevalier d'Aydie (1692-1741), seigneur de Rions (ou Riom), colonel d'un régiment d'infanterie, gouverneur de Coignac en 1717, colonel du régiment du Dauphin dragons en 1718. Il était lieutenant de la garde personnelle de la duchesse de Berry dont l'époux, Charles duc de Berry, était mort en 1714, et dont il devint l'amant favori. Grosse des œuvres de Rions, selon Saint-Simon[14], la duchesse subit un accouchement très laborieux au palais du Luxembourg fin mars 1719. En travail pendant cinq jours, la parturiente se voit refuser l'Extrême-onction par le curé de Saint-Sulpice qui exige qu'elle fasse expulser Rions de son palais. Délivrée d'une fille mort-née le 2 avril, la princesse aurait alors épousé Rions pour soulager sa conscience après avoir échappé à la mort. Très mal relevée de ses couches périlleuses, Mme de Berry s'efforce en vain de convaincre son père le Régent de lui laisser rendre public ce mariage morganatique. Elle expire le 21 juillet 1719 et l'autopsie révèle qu'elle est retombée enceinte durant sa convalescence au château de Meudon; "cadeau d'adieu" de Rions qui se trouve forcé de quitter la malade début mai pour rejoindre son régiment parti à la guerre contre l'Espagne. Saint-Simon attribue aussi à Rions la paternité d'un autre enfant illégitime dont la duchesse de Berry accoucha en juillet 1717. Le mémorialiste reconnaît cependant que cette princesse célèbre pour sa boulimie amoureuse ne réservait pas à Riom l'exclusivité de ses charmes.
                  - Clinet-Hubert d'Aydie (†1710)
                  - Louis Gaston d'Aydie
                  - Thérèse Suzanne d'Aydie (1694-?)
                  - Henriette Suzanne d'Aydie, religieuse à Saint-Pardoux
                  - Marie Françoise Angélique d'Aydie (1698-1717), dame du palais de madame la duchesse de Berry
                  - Antoinette Charlotte Armande Diane d'Aydie, abbesse à la Motte-Saint-Heré
                  - Marie Jacqueline Eléonore d'Aydie (†1741) mariée en 1724 avec Charles Chapt de Rastignac (1693-1762), marquis de Laxion, d'où Jacques-Louis-Gabriel ci-dessous

                - François d'Aydie, reçu page de la Grande écurie du roi en 1674, capucin
                - Louis Blaise Marie d'Aydie, reçu chevalier de Saint-Lazare en décembre 1706
                - Antoine d'Aydie, bénédictin
                - Marguerite d'Aydie (1652-1692), marié en 1669 à François-Louis de Ranconet, seigneur d'Escoyre en Périgord
                - Antoinette d'Aydie

              - Charles d'Aydie, abbé Notre-Dame de Boschaud, il y demeure à 45 ans, en 1666
              - Blaise d'Aydie (1623-?), seigneur de Saint-Laurent, de Champagnac, de Vaugoubert, marié avec Antoinette de La Brousse, fille de Jean de La Brousse, seigneur de Chapoulies et de Marguerite de Pressac
                - Hélie d'Aydie, seigneur de Vaugoubert, mousquetaire du roi, marié en 1682 avec Françoise Saunier de La Borie
                  - Jean d'Aydie, marié  avec Henriette Texier
                    - Anna Marguerite d'Aydie mariée à Louis René de Ranconnet (1730-1810), seigneur de Noyan, lieutenant des maréchaux de France en Périgord
                    - Gabrielle d'Aydie (1727-1772) mariée en 1746 avec Jacques Louis Charles Gabriel de Chapt de Rastignac (1726-1796), marquis de Laxion, mestre de camp du régiment de Chapt dragons, fils de Charles x Jacqueline d'Aydie ci-dessus

                - Antoinette Renée d'Aydie maniée à Jean de Roffignac, seigneur de Belleville

              - François d'Aydie (1626-?), seigneur de Saint Martin de Valete, seigneur de Vaugoubert, de la Barde, de Quinsac, marié à Marie Beaupoil de Saint-Aulaire, fille de Daniel de Beaupoil de Saint-Aulaire et de son second mariage en 1643 avec Guionne de Chauvigny de Blot[15]
                - Antoine Armand d'Aydie, seigneur de Vaugoubert et Saint Martin, a été au service de l'EspagneChevalier Blaise-Marie d'Aydie (1692-1761)
Musée d'art et d'archéologie du Périgord
                - Blaise-Marie d'Aydie (1692-1761), chevalier de Malte, a une relation avec Charlotte Aïssé (†1733), la Belle circassienne. Après sa mort en 1733, le chevalier quitte Paris et se retire chez sa sœur, à Mayac[16].
                  - Célinie d'Aydie, mariée en 1740 avec Pierre de Jaubert, vicomte de Nanthiat

                - Odet d'Aydie, ecclésiastique
                - Antoine d'Aydie, chevalier de Malte, capitaine dans le régiment d'Enghien
                - François-Odet d'Aydie (?-1794), ecclésiastique, abbé de Saint-Angel à l'âge de 17 ans, chanoine de la cathédrale de Tours, puis vicaire général du diocèse de Tours, aumônier du roi Louis XV[17],[18] en 1736, après sa démission de sa charge d'aumônier il est nommé abbé commendataire de l'abbaye de Savigny. Il a habité au château de Mayac[19],
                - Marie d'Aydie (1707-1788), mariée en 1727 avec François III d'Abzac (1708-1776), seigneur de Mayac, de Montplaisir, de Pomiers, dit le marquis de Migré[20].

              - Odet d'Aydie, tué à Bordeaux
              - Françoise d'Aydie, religieuse à Saint-Pardoux

            - Charles d'Aydie (†1584)

          - François d'Aydie, tué à Toulouse en 1550
          - Françoise d'Aydie (vers 1529-1554), mariée avec Ogier de Pardaillan, seigneur de Panjas
          - Philippe d'Aydie, mariée en premières noces avec Charles d'Albert de Laval, Seigneur de Madaillan, en secondes noces, en 1578, avec Étienne de Gontaut de Saint-Geniès, Baron de Cuzorn. Ils ont acheté en 1580 à Henri de Navarre la seigneuries de Villefranche et de Minzac après la terre de Puynormand[21].
          - Jeanne d'Aydie (vers 1549-1576), fille d'honneur de Catherine de Médicis de 1571 à 1576
          - Charlotte d'Aydie, religieuse à Fieux

        - Geoffroy d'Aydie (†1563), seigneur de Guitinières, vicomte de Castillon, marié à Cécile de Rodorel
          - Anne d'Aydie (vers 1539-1625), mariée à Bernard de Pordeac
          - Antoine d'Aydie, seigneur de Guitinières
            - Antoine d'Aydie, seigneur de Guitinières, sans alliance
            - François d'Aydie, seigneur de Guitinières, marié avec Anne de Hautemer
              - Antoine d'Aydie, seigneur de Guitinières et de Castillon, marié à Jeanne de Montagne (†1614), seigneur de Pussaguet

        - Guy d'Aydie (†1529), évêque de Sarlat
        - Françoise d'Aydie (vers 1483-vers 1540) mariée en 1515 avec François de Mortemer, Seigneur d'Ozillac
        - Antoinette d'Aydie, mariée à François de Stuer de Caussade, sans enfants
        - Hilaire d'Aydie, mariée en 1530 avec Louis de Montlezun, seigneur de Campagne
        - Madeleine d'Aydie, abbesse de Fieux
        - Étiennette d'Aydie

    - Odet d'Aydie, surnommé le Sénèque à cause de sa sagesse. Il a servi le roi Charles VII pendant la lutte contre les Anglais et la lutte pour reprendre la Normandie. Capitaine de 20 lances en 1451. Bailli de Cotentin en 1456. Il a le commandement de la petite armée pour le recouvrement de la ville de Gênes après sa révolte le 12 mars. Il quitte la France le 8 mai 1461 et se trouve à Savonne après la défaite des Français, entre Gênes et Cève[22].

### Branche d'Agnoas (Béarn)
- Arnaud d'Aydie, seigneur d'Agnoas, Artès et Ayres, premier du nom, probablement frère d'Arnaud d'Aydie, seigneur d'Aydie, qui a fondé la branche de Ribérac. Il s'est marié à Miramonde d'Ognoas ou d'Onhoas, petite-fille de Raymond-Arnaud d'Argelouse, le « bâtard de Foix », fils de Gaston VII de Béarn
  - Bertrand (Bernard) d'Aydie, chevalier, seigneur d'Agnoas, Artès et Ayres. Gaston III de Foix-Béarn dit Fébus, comte de Foix, vicomte de Béarn de Béarn et de Marsan, le qualifie de son écuyer. Il en obtient des lettres patentes en 1367, en 1371 et 1377. Il a peut-être épousé une demoiselle de la maison de Foix.
    - Pées d'Aydie, chevalier, seigneur d'Agnoas, Artès et Ayres, noble et puissant seigneur en 1399.
      - Bertrand d'Aydie, chevalier, seigneur d'Agnoas, Artès et Ayres. Il vend sa seigneurie à son neveu, Lubat d'Aydie pour la somme de 500 florins d'or, en 1454
        - Alidus d'Aydie, ecclésiastique

      - Pey-Arnaud d'Aydie
        - Lubat d'Aydie, seigneur d'Agnoas, Artès et Ayres, rend hommage en 1488 pour la terre d'Agnoas à Madeleine de France, princesse de Viane, au nom de son fils mineur François Fébus, entre les mains de Pées de Béarn, grand sénéchal de Nébouzan et de Gabardan. Il a été bailli du Labourd, gouverneur de la ville, château, tour et pont Saint-Esprit de Bayonne, sous les ordres d'Odet d'Aydie, comte de Comminges. Il crée une chapellenie de Sainte-Léocarde d'Agnoas et choisit Alidus d'Aydie comme chapelain, en 1486. Il s'est marié en 1464 avec Bertrande d'Aydie, fille de Bertrand d'Aydie, seigneur d'Aydie
          - Pierre d'Aydie (†1535), marié avec Bourguette de Saint-Aubin, a servi dans l'armée de Naples en 1514 avec le comte de Lautrec
            - Pierre II d'Aydie, seigneur d'Agnoas, Artès et Ayres, remboursa les dettes de son père, a épousé en 1535 Louise de Bilhères (Villières), fille d'Odet de Bilhères, seigneur de Lagraulas, Mons et Moissanes, petite-nièce du cardinal de Bilhères
              - Arnaud d'Aydie, seigneur d'Artès, a racheté en 1560 des fiefs engagés par son père, mort avant 1580
              - Bernard II d'Aydie, chevalier, seigneur d'Agnoas, Artès et Ayres, rachète des fiefs engagés par son grand-père. Il reçoit en 1568 une commission du maréchal de Monluc pour désarmer les protestants. Il est marié à une fille de Charles Louis de Carles de Roquette, seigneur de Carles et d'Aubèze
                - François d'Aydie, seigneur d'Agnoas, Artès et Ayres
                  - Guillaume d'Aydie, seigneur d'Agnoas, Artès et Ayres, marié en premières noces, en 1622, avec Marie de Montlezun, fille de Louis-Odet de Montlezun, marié en secondes noces avec Jeanne de Bartheau de Sala, sans postérité
                    - Léocade d'Aydie, de son premier mariage, mariée en 1661 avec Jean de Fumel, sans postérité

                  - Suzanne d'Aydie mariée en 1621 avec François de Carles d'Aubèze
                  - Marguerite d'Aydie, célibataire
                  - Mercure d'Aydie, célibataire

                - Guillaume d'Aydie, ecclésiastique, chapelain de Saint-Léocarde d'Agnoas, chapellenie fondée par Lubat d'Aydie
                - Gaspard d'Aydie, seigneur d'Ayres et de Bétoulin. Il a fondé la branche d'Aydie de Bétoulin. Il s'est marié en 1592 avec Jeanne de Lavardac.
                - Françoise d'Aydie mariée en 1615 avec Charles de Pardaillan de Gondrin, marquis de la Motte et de Bretagne
                - Marie d'Aydie, morte en 1612

            - Jean d'Aydie, seigneur d'Agnoas, mort avant son frère
            - Arnaud d'Aydie, religieux, prieur de Roquefort en Marsan

          - Jean d'Aydie (mort  entre 1512 et 1514), seigneur d'Agnoas, Artès et Ayres
          - Miramonde d'Aydie mariée avec Bernard Borghese

        - Jean II d'Aydie, écuyer, conseiller du roi, a obtenu une charge de maître d'hôtel du roi. Il a épousé Isabelle de Pellegrue, fille de Guillaume de Pellegrue (vers 1490-vers 1530), baron d'Eymet et de Soumensac, et de Jeanne de Caumont
        - Pierre d'Aydie, dit le capitaine d'Agnoas, chef de guerre de l'armée à Naples en 1496
        - Arnaud-Guillaume d’Aydie ( ? - vers 1522), évêque d'Aire en 1517, mort vers 1522

      - Jean-Fontaner d'Aydie, écuyer, seigneur de Poilabrin en Chalosse
      - Fontaner d'Aydie, seigneur de Biat en Marsan
      - Navarre d'Aydie, mariée en 1447 avec François de Bahus, en Chalosse

    - Mathe d'Aydie, marié vers 1380 avec Raymond-Bernard de Castelnau-Tursan (vers 1345-1412)

  - Jean d'Aydie, cité en 1399, en 1407 pour le château de Lourdes, en 1426
  - Marguerite d'Aydie, vivant en 1446

#### Rameau de Bétoulin
- Gaspard d'Aydie, seigneur d'Ayres et de Bétoulin (près d'Eauze), fils de Bernard II d'Aydie, chevalier, seigneur d'Agnoas, Artès et Ayres. Il a fondé la branche d'Aydie de Bétoulin. Il s'est marié en 1592 avec Jeanne de Lavardac, fille de  Barthélémy de Lavardac, seigneur de Betoulin en Cussan, et d'hilaire de Lavardac
  - Jean d'Aydie (†1638), seigneur de Lias, dit le capitaine Betoulin, capitaine et sergent-major dans le régiment de Ribérac. Il s'est marié en 1615 avec Catherine de Savère qui lui a apporté en dot les terres de Lias, La Plantade (Sainte-Mère) et Gaudous (Pergain-Taillac).
    - Philippe d'Aydie, seigneur de Lias, de Betoulin, de La Plantade et de Gaudous, marié en 1652 avec Louise de Luppé du Castillon (†1676), fille de Renaud de Luppé, maintenu dans sa noblesse en 1667. Il fait son testament en 1688
      - Gaston d'Aydie, seigneur de Gaudous
      - Charles d'Aydie (†1694), seigneur de la Bèze, de Betoulin, de La Plantade et de Gaudous, marié en premières noces, en 1669, avec Marie de la Barthe d'Escagnan qui fait son testament en 1685, marié en secondes noces avec Thamar Ducos
        - François d'Aydie, né du premier mariage, mort jeune
        - Anne d'Aydie, héritière de la moitié des biens de son père et de sa mère après la mort de son frère, mariée à François Ducos
        - Jeanne d'Aydie, religieuse Ursuline à Grondin
        - Charles d'Aydie, du second mariage, mort jeune
        - François d'Aydie (†1718)
        - Jacques d'Aydie (†1727), sieur de Lias et Betoulin, seigneur de Gaudous, officier au régiment d'Artagnan, marié en 1718 avec Marie Madeleine de Mélignan (†1730)
          - Louis Alexandre César d'Aydie marié en 1745 avec Marie Boyer (†1762)
            - Jean-Baptiste d'Aydie, dit l'abbé d'Aydie
            - Anne d'Aydie (1747-?), religieuse ursuline à Condom
            - Jean Marie François d'Aydie (1755-?), dit le chevalier d'Aydie
            - Marie-Anne d'Aydie (1659-?)
            - Élisabeth d'Aydie (1660-?)

          - Jeanne d'Aydie, clarisse à Castelnau-Magnoac

        - Marguerite d'Aydie, religieuse ursuline
        - Janneton d'Aydie

      - Madeleine d'Aydie, mariée avec Paul de Lartigue, d'une famille originaire du Condomois, teste en 1696
      - Jacques d'Aydie, seigneur de Pouy
      - Marie d'Aydie
      - Marion d'Aydie
      - Renaud d'Aydie, seigneur de La Plantade, marié avec Marie de Mendosse, sa cousine germaine, dame du Viau

    - Jeanne d'Aydie, mariée à Jean de Mendosse
    - Marthe d'Aydie
    - Cécile d'Aydie, morte jeune

  - Jean d'Aydie, capitaine et sergent-major dans un régiment, mort sans alliance
  - Isabeau d'Aydie
  - Anne d'Aydie, mariée avec Joseph de Pardaillan de Gondrin
  - Odette d'Aydie (1874-1959), mariée avec Jean Damas habitant le village de Bretagne-d'Armagnac

## Personnalités
- Odet d’Aydie (vers 1425 - 1490), seigneur de Lescun, comte de Comminges (à titre viager de 1473 à 1487), amiral de Guyenne, chevalier de l'ordre de Saint-Michel
- Arnaud-Guillaume d’Aydie (? - vers 1522), évêque d'Aire (1517-1521)
- Guy d'Aydie (? - 1529), évêque de Sarlat (1527-1529)

## Armes
Les armes de la famille se blasonnent ainsi De gueules à quatre lapins courants d'argent, l'un sur l'autre.

## Pour approfondir